# حمو بن عبد الحق

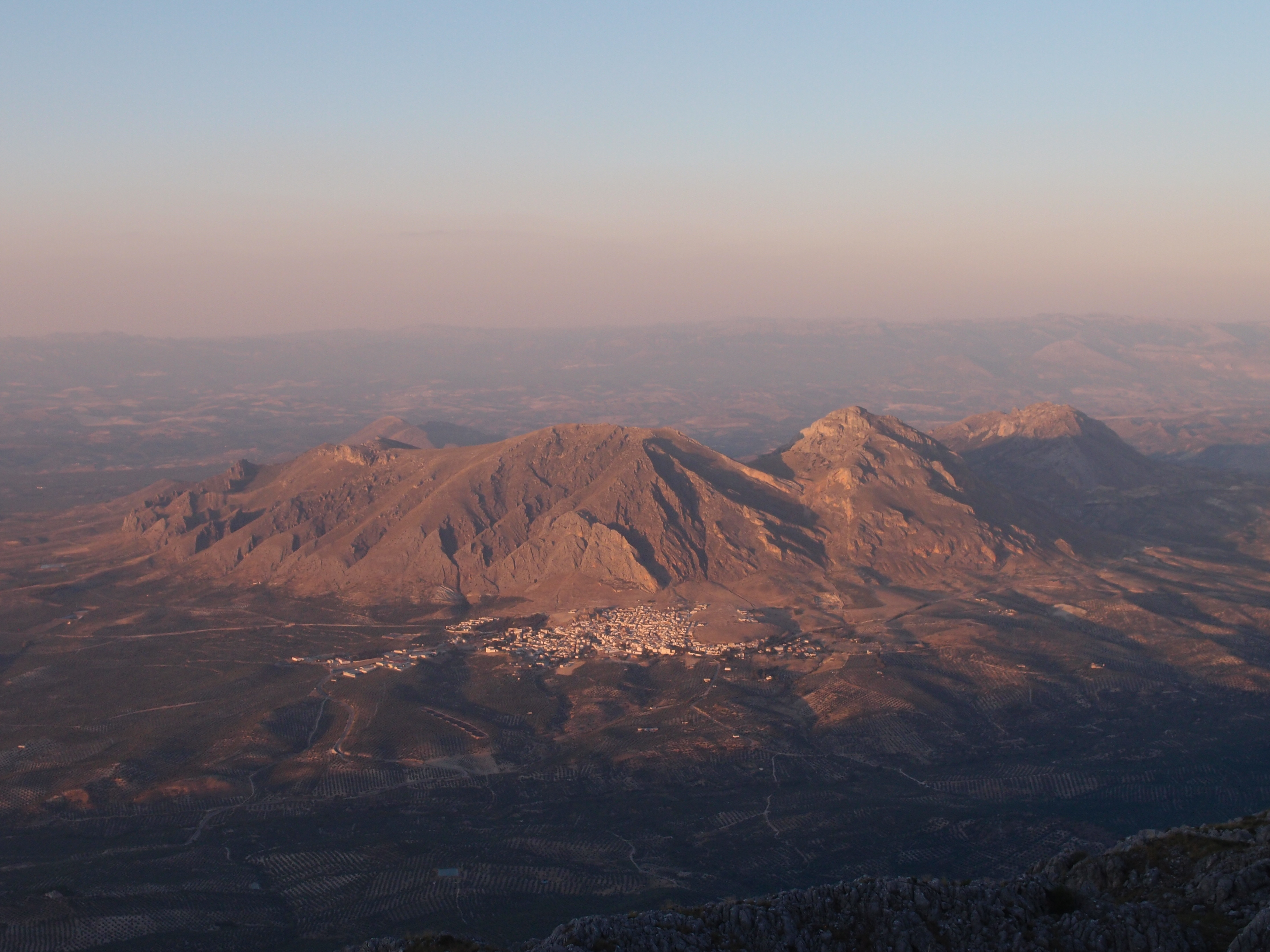
في أبريل 1302، نجح حمو بن عبد الحق في الٳستيلاء على بيدمار (في الصورة) لصالح محمد الثالث.

حمو ابن عبد الحق ابن رحو كان أميرًا مرينيًا شغل منصب شيخ مشيخة الغزاة لدى إمارة النصريين بغرناطة في عهد محمد الثالث (1302–1309 م) ونصر بن محمد (1309-1314 م).
قام بالتمرد على السلطان المريني أبو الربيع سليمان (1289–1310 م) في بلاد المغرب. ومثل العديد من الأمراء المتمردين، تم نفيه إلى غرناطة للانضمام إلى مشيخة الغزاة، وهي فرقة عسكرية مكونة من المغاربة قاتلت للدفاع عن المسلمين في شبه الجزيرة الأيبيرية. في عهد محمد الثالث، قاد القوات التي استولت على بلدة بيدمار إي غارثييث من قشتالة في أبريل 1302 م، بعد أسبوعين من اعتلاء السلطان العرش. وعندما دخل أمير مريني آخر وهو عثمان بن أبي العلاء الخدمة النصرية، تم تكليفه بقيادة المتطوعين في مالقة والمناطق الغربية، بينما احتفظ حمو بن الحق بالقيادة في غرناطة. واحتفظ بهذا المنصب بعد خلع محمد الثالث واستبداله بأخيه نصر. وعندما اندلع تمرد بالأندلس من طرف إسماعيل الأول، ظل حمو مخلصًا لنصر بن محمد بينما وقف عثمان إلى جانب إسماعيل. نجح التمرد في النهاية، حيث تنازل نصر عن العرش عام 1314م مما أدى لفقدان حمو لمنصبه وارساله رفقة نصر إلى المنفى في وادي آش.